# آرثر شاولو
آرثر ليونارد شاولو (بالإنجليزية: Arthur Leonard Schawlow)‏ هو فيزيائي أمريكي حصل على جائزة نوبل للفيزياء عام 1981 عن بحوثه باستخدام الليزر. اشترك معه في الجائزة العالمان نيكولاس بلومبرجن وكاي سيجبان.
ولد آرثر شاولو في 5 مايو 1921، وتوفي في 28 أبريل 1999. كان مسيحيًا ملتزمًا وشارك في مناقشات العلوم والدين. حيث قال: «أجد حاجة إلى الله في الكون وفي حياتي».

## روابط خارجية
- آرثر شاولو على موقع الموسوعة البريطانية (الإنجليزية)
- آرثر شاولو على موقع مونزينجر (الألمانية)
- آرثر شاولو على موقع إن إن دي بي (الإنجليزية)